# Carnal Forge
Carnal Forge est un groupe suédois de death metal mélodique,. Leur nom vient de l'album Heartwork de Carcass.

## Histoire
Carnel Forge est formé à Sala, en Suède, en 1997 par Jari Kuusisto et Stefan Westerberg en tant que projet parallèle à leur groupe In thy Dreams,. Ils sortent leur premier album, Who's Gonna Burn (War Music), en 1998, puis signent avec Century Media Records en 2000 et enregistrent Firedemon (2000) et Please.... Die ! (2001),,.
En 2000, le guitariste Johan Magnusson quitte le groupe et le bassiste Petri Kuusisto le remplace. Lars Lindén remplace Petri à la basse et fait ses débuts au Decibel Festival 2000 à Bengtsfors, en Suède, et au Wacken Open Air à Wacken, en Allemagne. À cette époque, le groupe part en tournée à travers l'Europe avec The Haunted et Nile. Les sorties de The More You Suffer (2003) et Aren't You Dead Yet ? (2004) ont lieu juste avant le départ du chanteur Jonas Kjellgren, juste avant la tournée européenne du groupe avec Pro-Pain,,. Jens C. Mortensen est choisi comme nouveau chanteur en quelques jours,.
En plus de l'Europe, le groupe tourne également aux États-Unis et au Japon et joue dans un certain nombre de festivals, dont le Sweden Rock Festival, Metal Meltdown (États-Unis), Furyfest, Pressure Festival (Allemagne), Kaltenbach Open Air (Autriche), Summer Breeze Open Air, et Fuck the Commerce (Allemagne). Ils sortent en 2004 un DVD Destroy Live, enregistré à New York, Cracovie et Tokyo. En janvier 2007, le groupe signe chez Candlelight Records et sort l'album Testify for My Victims plus tard dans l'année,. Owe Lingvall, avec qui le groupe avait déjà travaillé sur des clips, réalise les vidéos de Burning Eden et Numb (the Dead), toutes deux filmées à Umeå, en Suède.
En novembre 2007, Mortensen et Jari quittent le groupe parce qu'ils en ont « marre de l'industrie musicale » ; d'autres membres de Carnal Forge sont également aux prises avec des problèmes personnels ; Dino Medanhodzic (guitare) de Construcdead et Peter Tuthill (chant) de Soulbreach les remplacent,. En septembre 2009, ils sortent le premier single de leur prochain album, Blood War, et tournent le clip le mois suivant,. Il est monté par Tuthill et mixé par Medanhodzic, puis sort l'été suivant,. Peu de temps après, en janvier 2010, Westerberg quitte le groupe et est remplacé par Chris Barkensjö,. En 2011, Lindén annonce que le groupe prendrait une pause indéfinie pour des raisons personnelles et parce qu'ils « ne s'amusaient plus beaucoup. »
Le groupe se reforme en 2013 ; Mortensen et Jari reviennent et Lawrence Dinamarca les rejoint à la batterie. Ils sortent un single, When All Else Fails, en 2014. Mortensen devient père et se retire à nouveau du groupe en 2015 lors de l'enregistrement de l'album suivant, remplacé par Tommie Wahlberg. En 2018, après un hiatus de 12 ans, Carnal Forge sort Gun to Mouth Salvation, son septième album, avec ViciSolum Production,,. Jari quitte à nouveau le groupe en janvier 2022.

## Discographie
- 1997 : Sweet Bride (démo)
- 1998 : Who's Gonna Burn
- 2000 : Fire Demon
- 2001 : Please... Die !
- 2003 : The More You Suffer
- 2004 : Aren't You Dead Yet ?
- 2004 : Destroy Live (DVD)
- 2007 : Testify for My Victims
- 2019 : Gun to Mouth Salvation